# 굴리치 울루그테무르 칸
울루그 테무르 카안(몽골어: ᠶᠣᠯᠣ
ᠲᠡᠮᠦᠷ
ᠬᠠᠭᠠᠨ Ёлтөмөр хаан, Örüg Temür qa'an, 한국 한자: 月鲁帖木兒 汗 올뢰첩목아 한 Өрөгтөмөр хаан, 생년월일 미상 혹은 1350년경~1408년 12월 20일) 혹은 오루크 테무르 칸, 요르 테무르 칸(Ёлтөмөр хаан)은 몽골 북원의 카안(대칸)이었다. 이름은  굴리치(몽골어: ᠭᠤᠢᠷᠠᠨᠴᠢ γuyilinči, Гүйличи)였다. 《명사》와 《명실록》에는 '귀력치'(鬼力赤) 또는 '귀력치'(貴力赤)로 기록되었다. 페르시아어 문헌에는 오르크 티모르(اورک تیمور)로 나타난다. 다른 이름은 요르테무르(ᠶᠣᠯᠣ ᠲᠡᠮᠦᠷ, Ёлтөмөр, 月鲁帖木儿)였다.
울루그 테무르 칸은 권력 투쟁에서 툴루이 가문에게 패배했던 오고타이 가문 출신이었다. 페르시아계 사서에는 그가 태종 오고타이 칸의 후손이라고 했으나, 계보는 미상이다. 일설에는 오이라트 부족 연합의 토르구트부 출신이라는 설도 있고, 태조 칭기즈 칸의 첫째 동생인 카사르 또는 막내 동생인 테무게 옷치긴의 후손이라는 설이 있다. 그밖에 칭기즈 칸의 11대조 도분 메르겐의 형 두아 소코르의 후손이라는 설과 서몽골 예니세이 키르기스인의 수령이라는 설도 있다.
1402년 군 테무르를 살해하고 아수드부 아룩타이에 의해 추대됐다. 그는 즉위하면서 대원이라는 국호를 폐지했다. 명나라와 친선관계를 추진하려 했으며, 1403년부터는 티무르 제국에 망명 중이던 울제이 테무르 칸 부냐시리의 반란에 직면했다. 아수드부의 추장 아룩타이에게 암살되었다. 일설에는 그가 오이라트부의 수장 우게치 카스카와 동일인물이라는 설이 있으나, 연대가 맞지 않아 이견이 있다.

## 생애

### 출생과 가계
굴리치 울루그 테무르는 1377년생 또는 1379년생 혹은 그 이전, 혹은 1350년경에 태어났으며, 살리타이(ᠰᠠᠷᠢᠳᠠᠭ, сардаг)의 아들이다. 정확한 생일은 전하지 않는다. 할아버지는 알탄부카, 증조부는 군부카이다. 페르시아어 문헌에는 오르크 티모르(اورک تیمور)로 나타난다.
울루그 테무르 칸의 가계는 정확하게 알려진 것이 없다. 돌궐계보에 의하면 그는 우구데이 카안의 후예라 한다. 페르시아계 일부 사서와, 당시 티무르 제국에서 편찬된 기록에서는 울루그 테무르 칸이 태종 우구데이 칸의 손자이자 카단 오굴의 아들인 누비야(Нубия)의 아들이라는 설이 있는데, 이 설을 선택한다면 울루그 테무르 칸은 오고타이 칸의 증손자뻘이 되어 150년~190년의 연대 차이가 나 시대가 맞지 않게 된다. 자손을 아들로, 선조를 할아버지 또는 아버지로 표현하는 문헌이 있어서 직계 자손인 것은 분명하나 정확한 계대를 알 수 없다고 보는 주장도 있고, 울루그 테무르 칸이 러시아 남부 출신이었다는 주장도 있다. 일설에는 귀위크 카안의 넷째 아들 카둔의 4대손이라는 설도 있다.
일본의 와다 키요시(和田 清)에 의하면 굴리치의 고향은 하서(河西) 지방(구, 서하 영역)의 아라산이 굴리치의 근거지라는 설을 제기한다. 굴리치의 근거자인 하서(河西) 지방이 카단 오굴에게 주어진 땅이라, 그가 카단의 먼 후손일 수 있다고 보는 견해도 있다. 키르기스스탄의 일부 학자들은 우게치 카스하와 굴리치 울루그테무르 칸을 동일 인물로 보는 견해가 있다. 토르구트부의 지도자 마하치 멩케(Махачи-Менкэ)와 동일인물이라는 설도 있다.
몽골원류와 몽골 사료에는 그의 이름이 등장하지 않는다. 그런데 명나라측 기록인 《명사》와 《명실록》에는 '귀력치'(鬼力赤) 또는 '귀력치'(貴力赤)로 나타나며 명사에는 곽륵제(郭勒齊)로도 나타난다. 그의 몽골어식 칸호인 '울루그 테무르'는 몽골어로 '수확'을 뜻하는 '울루그'와 '철'을 뜻하는 '테무르'의 조합어였다.
울루그 테무르 칸의 가계는 불분명해서, 칭기즈 칸의 첫째 동생인 주치 카사르의 후손이라는 설, 또는 막내 동생인 테무게의 후손이라는 설도 있다. 귀위크 칸의 후손이라는 설, 카단의 후손이라는 설도 있다. 그밖에 칭기즈 칸의 11대조 도분 메르겐의 형 두아 소코르의 후손, 두아 소코르의 아들로 오이라트의 도르벤부의 선조이자 케르구트부의 창시자 에르케그(Эркэг)의 후손이라는 설도 있다. 그의 출신에 대한 다른 설로는 우구데이 카안의 다른 아들 카단 오굴의 후손 설, 오이라트의 혈통, 오이라트족 토르구트부 출신 설, 서몽골의 견곤 예니세이 키르기스인의 지도자라는 설, 키르키스 출신 설 등이 있다. 일설에는 굴리치는 엘베그 니굴세그치 칸의 아들이라는 설도 있다.
티무르 제국측 기록에 의하면 그는 아리크부카의 후손이며, 오이라다이 칸이 그의 아들이라 한다. 명나라측 일부 기록에는 그는 비원예야(非元裔也)라 하여 원나라 황실의 적손이 아니라는 주장도 있다.
페르시아어 사서 전기지우(传记之友), 1430년대 페르시아어로 쓰인 또다른 사서 돌궐계보(Shajarat al-Atrak)라는 역사서에는, 군테무르와 울제이테무르 칸 사이에 오고타이의 후손 악테무르(Актөмөр)가 칸에 즉위했다고 기록되어 있다.
울루그 테무르 칸의 별칭인 '카스카'(카스하)는 퉁구스어로 '왕자'를 뜻하는 단어였다. 그래서 선대 엘베그 니굴세그치 칸을 섬기다가 암살한 오이라트부의 수장 우게치 카스카와 동일인물이라는 설이 있다. 오이라트의 우게치 카스카는 니굴세그치 칸 자신이 살해한 고하이 태위의 아들  바툴라(마흐무드)를 오이라트 4부의 지도자로 임명한 것에 반감을 품고, 반란을 일으켜 니굴세그치 칸을 암살했다. 한편 울루그 테무르 칸을 케레이트부 출신으로 보는 설까지 있다. 그의 어머니가 누군지는 알려진 것이 없다. 몽골원류를 비롯한 몽골 측 연대기 다수에는 그의 이름이 나타나지 않는다.
가계가 불확실한 만큼 어린 시절의 행적은 알려진 것이 없다. 오이라트부 초로스 씨족의 바툴라(마흐무드)와 함께 오이라트부를 통치했다. 1390년대 초반에 굴리치는 '노얀'이라는 칭호를 수여받았다.

### 정치 활동
그는 원나라의 몰락을 계기로, 몽골 주변의 키르기스족을 통합, 규합하였다. 1399년 예니세이 강 상류 연안에 있던 굴리치는 엘베그 칸의 종주권을 부인, 엘베그 칸이 보낸 사자를 죽였다.
굴리치는 1399년 군 테무르(훗날의 토고간 칸), 오이라트부 승상 바툴라(마흐무드), 우게치 카스카 등과 함께 엘베그 니굴세그치 칸의 암살에 가담했다. 니굴세그치 칸은 고하이 태위가 몽골 최고의 미인으로 추천한 올제이투 비자를 차지하기 위해 그녀의 남편이었던 하루구추크 두렌 테무르 홍타이지를 살해했다. 니굴세그치 칸의 아내가 된 올제이투 카툰은 고하이 태위가 자신을 겁탈하려 했다며 무고해 대칸이 고하이 태위를 살해했다. 뒤늦게 진실을 알게 된 오이라트 고하이 태위의 아들 승상 바툴라(마흐무드)는 군사를 일으켰으며, 굴리치도 이에 가담, 엘베그 칸의 거처를 공격했다. 이때 그와 바툴라는 시해당한 니굴세그치 칸의 재산과 하렘을 몰수했다. 이때 그는 올제이투 카툰과 결혼했다 한다.
새로 옹립된 군 테무르 토고간 칸은 바툴라(마흐무드)를 오이라트 4부의 지도자로 임명했는데, 굴리치는 이 결정에 반발하여 불만을 품게 되었다. 당시 쿠빌라이 직계인 토구스 테무르 우스칼 칸이 이수데르 조리그투 칸에게 암살된 뒤에도 친쿠빌라이 파인 초로스 씨족(고하이 태위, 바툴라 승상)과 친아리크 부케파인 케레누트 씨족(우게치 카스카, 에세쿠)은 오이라트 부족 연합의 주도권을 놓고 경쟁을 계속했다. 
1402년 2월 무렵 오이라트부의 토구스몽케 군대와 함께 명나라의 변경을 공략했다. 이는 그해 2월 18일 영락제에게 보고되었다.

### 몽골 대칸 즉위
1402년, 굴리치는 군사를 이끌고 다이시(Тайшинин) 근처에서 니굴세그치 칸의 후손 혹은 아리크 부케의 후손인 군 테무르 토고간 칸을 쳐, 칼로 시해하고, 스스로 대칸의 자리에 올랐다(1403년에 즉위했다는 설도 있다.). 아수드부의 아룩타이가 옹립했다는 설도 있다. 명나라의 역사서 《명사》에 의하면 굴리치는 원나라라는 국호를 폐지하고 타타르(달단)로 국호를 고쳤다고 한다. 명나라의 역사가 모원의(茅元儀)의 《잔원세계고 (殘元世系考)》에도 그가 원나라 라는 국호를 폐지하고 카안 칭호만 사용했으며, 그가 원나라 황실의 후예가 아니었기에 몽골 사람들이 그를 따르지 않았다고 전한다.
토구스테무르 우스칼 칸의 유신들이 굴리치를 지지하였다. 또한 니굴세그치 칸 엘베그의 처인 울제이투 카툰을 자신의 처로 삼았다. 굴리치의 동맹인 아스트(알란, 아스, 아수드) 부족의 족장 아룩타이(몽골어: Аругтай Aruγtai)에게는 승상(칭상)의 직위를 주고, 동몽골을 맡겼다. 일설에는 아룩타이가 그를 칸으로 옹립했다 한다. 울루그 테무르 칸 굴리치의 영향력이 미치는 곳은 몽골의 서부에 해당되었다. 그는 명나라 황제 영락제에게 서신을 보내 외교 관계의 정상화, 명나라와도 우호적인 관계를 만들려고 시도했다.
그는 몽골 전역에서 지지를 얻지 못했다. 후대의 몽골 역사서에는 울루그테무르 칸의 이름이 없고 1403년부터 부냐시리 울제이테무르 칸이 집권한 것으로 되어 있다. 그러나 명나라의 사서, 페르시아어계 사서, 돌궐계보 등에 울루그테무르 칸의 이름이 등장한다. 명나라 사서에는 그의 본명인 굴리치라는 이름으로 나타난다. 그는 비(非) 오이라트 세력에서 추대한 카안이었으나, 쿠빌라이 가문과는 더 먼 관계인 오고타이 칸 혹은 다른 가문 출신이었기 때문에, 몽골 전역에서 광범위한 지지를 받지 못했다.
이를 두고 명나라에서는 '굴리치는 권좌를 빼앗고 칸을 자칭하였으나, 그는 '원(元)'이라는 국호를 사용하지 않고, '달단(韃靼)'이라 칭하였다.'고 했다. 그러나 몽골인 스스로는 계속해서 국호를 대원(大元) 또는 몽골 울루스(국가)로 인식하고 있었으며, 후대에 에센 타이시, 바투몽케 다얀 카안은 원나라의 대칸을 선언했다. 타타르라는 명칭은 명나라 측의 일방적인 주장이었다.
그는 몽골의 동쪽 지방은 아수드부(Асудын) 출신 칭상 아룩타이에게 권한을 위임하고, 동부 몽골의 통치권을 주었다. 그는 비오이라트 집단에서 옹립된 칸이었지만, 쿠빌라이 지지파 입장에서는 그는 아릭부케 가문 이상으로 인연이 먼 오고데이 가문의 출신이며, 널리 몽골 사람의 지지를 얻었던 것은 아니었다. 그의 재위기간 중 키르기스족은 몽골의 정치 권력을 장악하려 시도했다. 이런 사정은 곧 명나라에도 알려지게 됐다.
그의 즉위를 계기로 티무르 제국의 티무르 아미르는 망명중이던 부냐시리를 데리고 명나라와 전쟁을 준비한다. 울루그테무르는 사자를 보내 티무르에게 여러 해 조공이 오지 않았다며, 그간의 조공 전체를 요구했으나 묵살당한다. 티무르는 군사를 동원, 부냐시리를 몽골의 칸으로 세울 계획을 세웠으나 뜻을 이루지 못하고 1405년 2월 18일에 사망한다. 그는 몽골 서부 하밀 등에도 사람을 보내 동태를 관찰했다.

### 대 명나라 우호 정책
1402년 굴리치와 아룩타이는 군사를 이끌고 오이라트 초로스부의 바하무와 싸웠으나 울루그테무르 칸의 군대는 크게 대패하고 퇴각했다. 북방의 정세가 심상치 않다고 본 영락제는 명나라 북변의 장군들에게 울루그테무르의 침입을 대비하도록 명했다.
지지 기반이 취약했던 굴리치는 명나라와 수교, 친명 정책을 추진했는데 이로 인해 몽골 각 부 노얀, 귀족들의 불만을 샀다. 1403년 명나라의 성조 영락제(成祖 永樂帝)는 사자를 보내 울루그 테무르 칸에게 은폐(銀幣)를 하사했다. 태사 우승상 마루하치, 태사 좌승상 아수타이, 태보 추밀원지원 아룩타이 등에게도 은폐를 하사했는데, 이들은 몽골 각 부족의 지도자들이었다. 명나라 영락제는 사신을 파견해 서로 우호관계를 제안했으나 울루그 테무르 칸은 어떤 이유에서였는지 응답하지 않았다.
그해 10월 울루그 테무르 칸과 마루하치, 아룩타이는 오이라트부 중 친쿠빌라이파였던 초로스 씨족의 바툴라(마흐무드)와 싸웠으나, 성과를 올리지 못한 채 오이라트군에게 대패하고 퇴각했다. 10월 몽골 고원의 정세가 불안해진 것을 감지한 영락제는 북변의 장수들에게 명령하여 울루그 테무르 칸을 감시하도록 했다.
1402년 7월 12일 명나라의 영락제가 정변을 일으켜 즉위한 사실이 뒤늦게 전해졌다. 울루그테무르 칸은 명나라에 태사 우승상 마하무(馬兒哈咱), 태부 좌승상 에센타이(也孫台), 태보추밀원 아룩타이(阿魯台) 등을 사신으로 파견했다. 1403년 2월 12일 명나라 황제 영락제는 마하무, 에센타이, 아룩타이 등에게 친서와 함께 금무늬 비단 2필, 타르지에게 은화, 조폐, 의복 등을 주어 돌려보냈다.

### 부냐시리와 대립
1403년 몽골로 오려던 울제이 테무르 칸 부냐시리와 교전하여 제지하였다. 일설에는 울제이 테무르 칸과의 전투에 패배했다는 설이 있다. 1404년 티무르 제국의 수도 사마르칸트를 방문한 이베리아 반도 카스티야 왕국의 사절 루이 곤잘레스 드 쿠라뷔흐는 울루그 테무르 칸을 '거란의 왕'으로 유럽에 소개했고, 타타르인들은 울루그 테무르 칸을 '토구즈'라고 불렀다는 기록을 남겼다. 명나라 영락제는 사절을 보내 울루그 테무르 칸 굴리치와 아룩타이에게 조공을 요청했지만 칸은 이를 거부했다. 그런데 아룩타이가 명나라 사신에게 명나라의 종주권을 인정할 의사를 내비쳤다. 이 일로 굴리치는 아룩타이와 갈등하게 되었다.
1403년 티무르 제국에 망명중이던 울제이 테무르 칸 부냐시리는 자신이 몽골의 대칸이라고 선언했다. 일부 몽골 왕공족들은 부냐시리의 편으로 돌아섰다. 지지기반이 취약했던 굴리치 울루그테무르 칸은 대원 국호를 폐지하고 타타르의 칸이라 선언했다. 홍건적의 난으로 부당하게 영토를 빼았겼다, 명나라 왕조를 축출하고 중국 본토를 탈환하고자 하는 모든 몽골인들은 이를 받아 들일수 없었다.1404년 오이라트부를 상대로 교전했으나 패배했다. 울루그 테무르가 오이라트에 패배하면서 몽골 내부에 분열이 발생했다.

### 명나라, 하미와의 갈등
1405년 1월 울루그 테무르 칸은 우량카이 3위(올량합 3위, 동방 3왕가 중 하나인 테무게 옷치킨 울루스의 후예들)와 카라델 칸국(차가타이 칸국의 후예)이 몽골 제국 보르지긴 황족의 후예이면서 명나라에 복속하는 것을 불편스러워하며, 사람을 보내 그들의 명나라 복속과 활동 동향을 비밀리에 염탐, 엿보았다. 또한 이들을 다시 몽골로 복속시키려는 움직임을 보였다.이는 명나라 영락제의 첩보원에게 들켜 그대로 보고되었다. 
1405년 4월 15일 혹은 3월 하미 침공을 준비하며, 자객을 보내 카라델 칸국의 엥케 테무르를 독살했다. 카라델 칸국의 이웃인 모굴리스탄 칸국의 샤미 자한 칸은 울루그 테무르 칸이 카라델 칸국의 엥케 테무르를 독살한 것에 대한 보복으로 굴리치의 죄를 묻겠다며 동몽골의 북원을 침공, 대칸과 교전했다. 모굴리스탄의 사무이 자한은 명나라에도 사자를 보내 굴리치가 엥케 테무르를 독살한 정황을 보고한다. 영락제는 그해 5월 엥케 테무르의 아들 토크토아에게 충순왕직을 습봉했다. 같은 해 차간다르카(察罕達魯花) 등이 명나라에 투항한다. 이에 굴리치 울루그 테무르 칸은 곧 정책을 바꾸어 명나라와 화친을 추진했다.
굴리치는 무역로의 중심에 있는 하미 지방을 점령하려 했다. 후대에 굴리치의 아들 오이라다이 에세크 칸 역시 하밀을 점령하려 시도했다.
1406년 2월과 그해 9월, 울루그 테무르 칸은 군사를 이끌고 남하하여 명나라 화북 지방을 공격하려다가 사전에 발각되었고, 이는 영락제에게 보고되었다. 그해 3월 11일 영락제가 사자 지휘(指揮 하센(哈先), 천호 카라쿠타(火兒忽答), 카쿠르(恍惚兒), 아쿠라이제(阿忽來賫) 등에게 서한을 보내 조공과 복종을 요구했다. 그는 답하지 않았다.

### 암살과 최후
1407년 울루그 테무르 칸은 하미(신장 위구르 자치구 동쪽) 지방을 공략해 소공국을 점령했다. 한편 영락제는 아룩타이에게 별도로 사자를 보내 명나라에 귀순할 것을 종용하였다. 울루그 테무르 칸의 부하들은 불만을 품고, 그를 폐위할 계획을 세웠다.
울루그 테무르 칸은 동몽골의 실질적인 통치자이자 아스트(아스, 알란, 아수드)  부족의 족장인 태사 아룩타이(몽골어: ᠠᠷᠦᠭᠲᠠᠢ Aruγtai)와 대립했다. 아수드부의 아룩타이 타이시가 그를 배신했다는 설도 있다. 곧 아룩타이는 오이라트부 바툴라 칭상의 편에 섰다.
한편 울루그 테무르 칸이 보르지긴 오복 키야트 씨족, 즉 황금씨족이 아니라는 소문이 돌았고, 대칸이 정책을 바꾸어 명나라와 화친 정책을 펼친 것도 몽골의 각 부족장들과 노얀들의 불만을 야기했다. 그해 5월 13일 울루그 테무르 칸은 부하들에 의해 폐위되었다. 천호 이리사(亦刺思), 나수르(那速兒), 사메사다(舍黑撒答) 등은 명나라로 귀순했다. 1408년 12월 20일 울루그 테무르 칸은 아룩타이에게 암살되었다.
그가 살해당하자 소호아(埽胡兒)와 찰한달로화(察罕達魯花)는 명나라로 투항했다. 일설에는 아룩타이 태사가 그를 폐위시켜 고향으로 추방하였으며, 굴리치는 고향으로 돌아온 지 얼마 뒤에 사망했다고도 한다.

### 사후
칸호 울루그테무르 칸은 관대한 철의 칸이라는 뜻이다. 그의 매장지는 알려진 것이 없다. 태사 아룩타이 등은 니굴세그치 칸 엘베그의 차남이자 토고간 칸 군 테무르의 동생으로 당시 티무르 제국에 망명중이며, 1403년부터 대립 대칸이었던 분야시리 울제이 테무르 칸을 찾아 그해 겨울 정식 대칸으로 옹립했다.
한때 오이라트부의 수령 우게치 카스카(일명 몽케테무르)와 동일 인물이라는 설이 돌기도 했으나, 그는 1410년에 사망하여 기록이 서로 상이하다.

## 기타
후대의 아자이 칸은 그의 아들이다. 그러나 다른 설도 존재하여 아자이 칸은 테무게 옷치킨의 후손이라는 설도 있다.

## 참고 자료
- Ed. Denis Crispin Twitchett, John King Fairbank-The Cambridge history of China, Volume 2; Volume 8, p. 227
- May, Timothy (2016). The Mongol Empire: A Historical Encyclopedia. ABC-CLIO
- “Кыргыз Тарыхы. Энциклопедия”, Бишкек 2003. Мамлекеттик тил жана энциклопедия борбору. И.Арабаев атындагы Кыргыз мамлекеттик Педагогикалык университети. “Башкы ред. Ү.А.Асанов, жооптуу ред. А.А. Асанков”. “Ред кеңеш: Ө.Ж.Осмонов (төрага) Т.Н Өмүрбеков”.

| 전임 군 테무르 토고간 칸 | 제23대 몽골 제국 대칸 (부냐시리 울제이테무르 칸과 대립 : 1403년 - 1408년) 1402년 - 1408년 12월 20일 | 후임 울제이 테무르 칸 |

| 전임 군 테무르 토고간 칸 | 제8대 북원 황제 (부냐시리 울제이테무르 칸과 대립 : 1403년 - 1408년) 1402년 - 1408년 12월 20일 | 후임 울제이 테무르 칸 |